# Schmid-Oberrautner

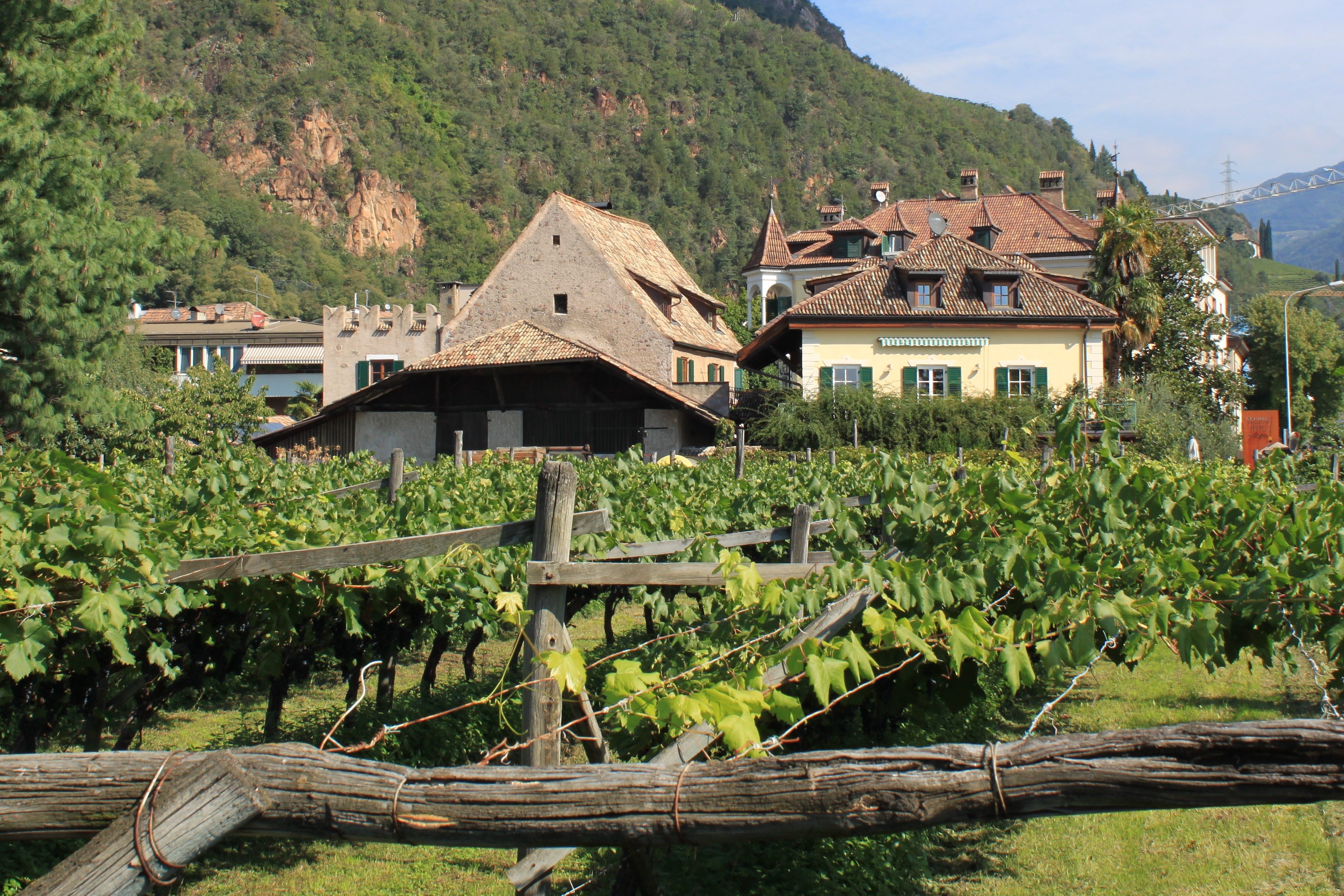
Der Schmid-Oberrautner von Westen, links das alte Wohnhaus, davor der Wirtschaftstrakt, Ansicht von Norden

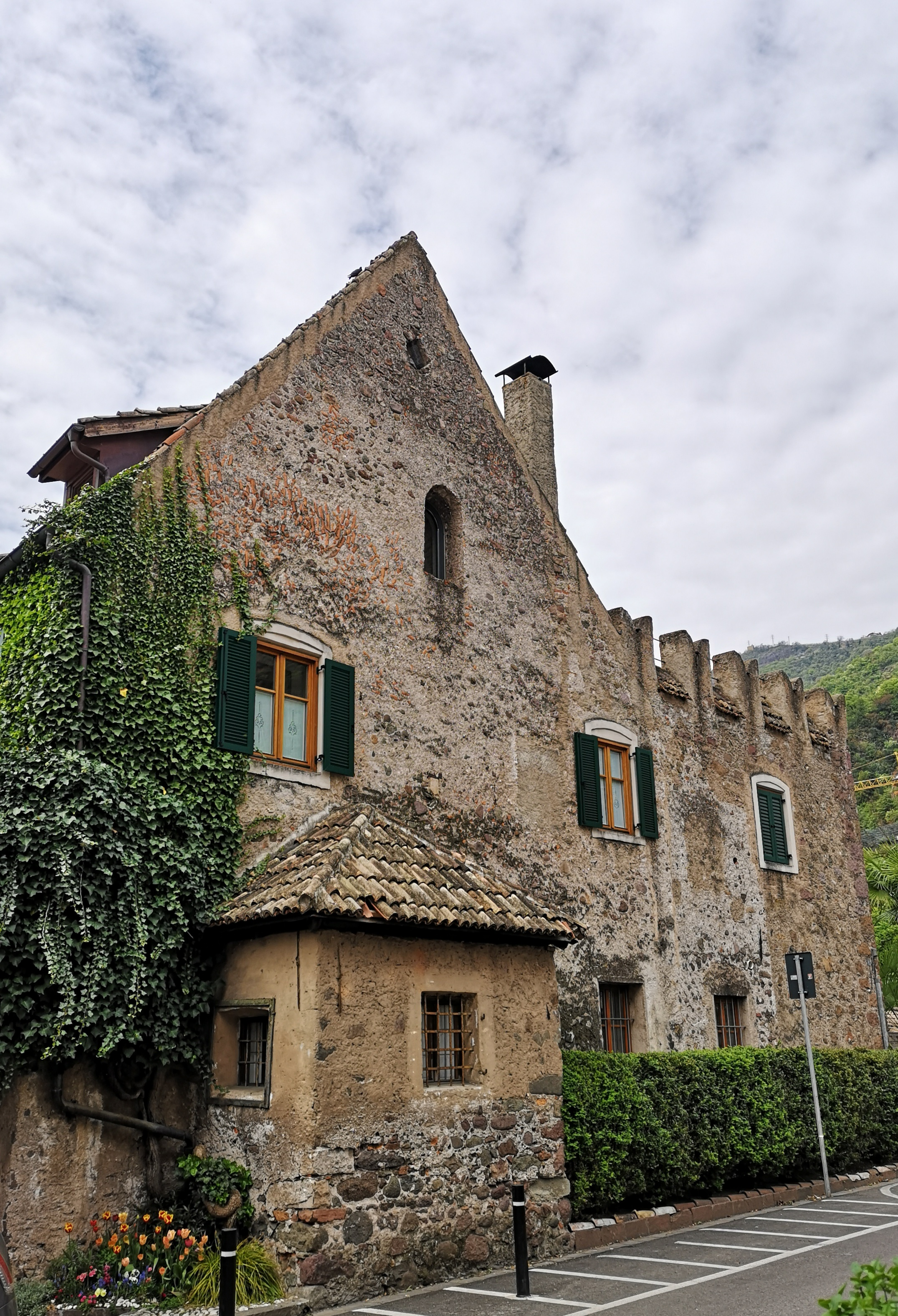
Der Schmid-Oberrautner zur Michael-Pacher-Straße

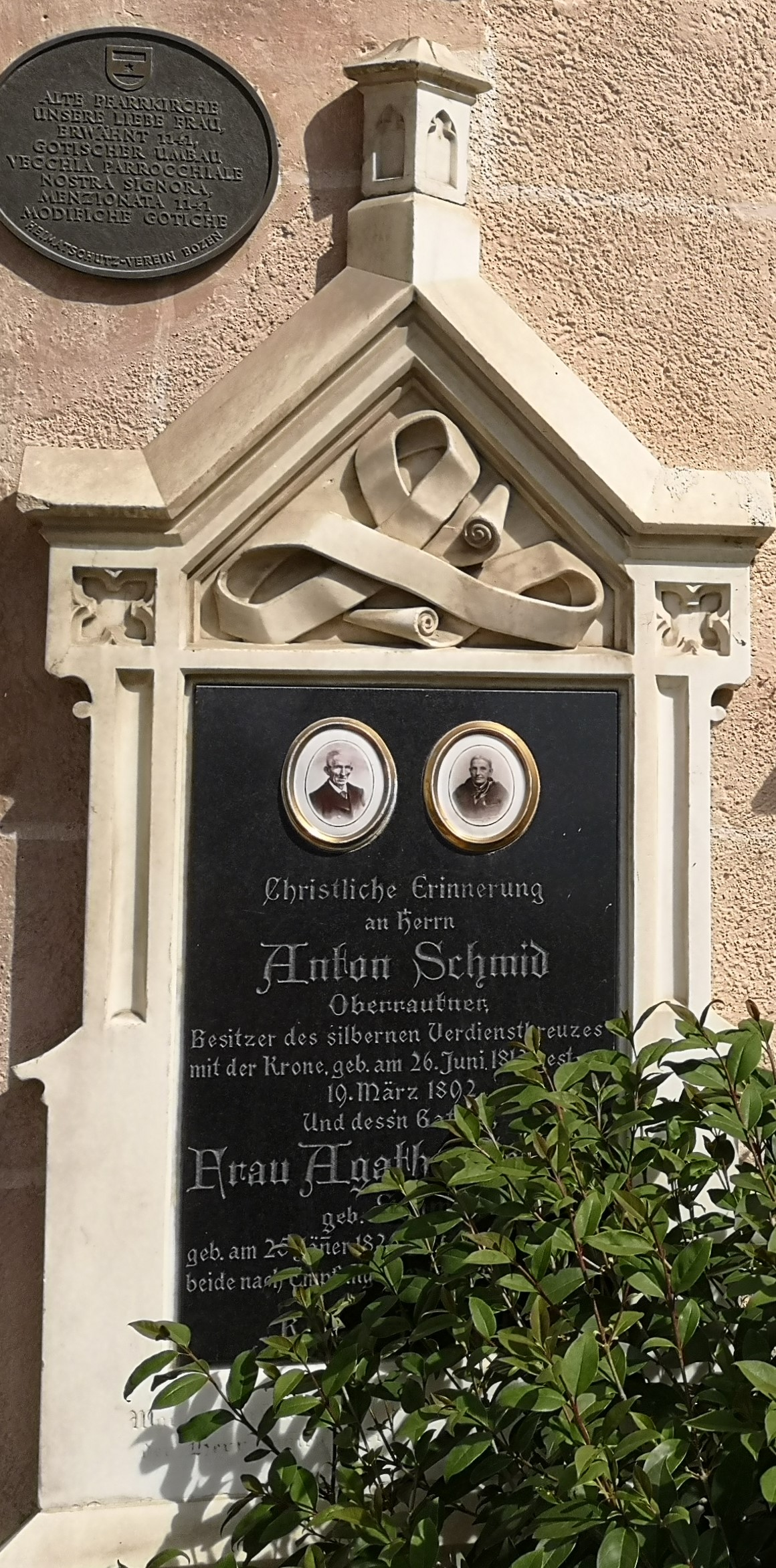
Grabstein der Familie Schmid-Oberrautner neben dem Portal der Alten Grieser Pfarrkirche, 19. Jahrhundert

Das Weingut Schmid-Oberrautner ist ein historisch bedeutsames, ländliches Wohngebäude in Gries-Quirein, einem Stadtteil von Bozen in Südtirol.

## Beschreibung
Das markante Gehöft, in der heutigen Fagenstraße gelegen, sticht mit seinem alten spätgotischen Wohnhaus mit straßenseitigem Spitzgiebel entlang der Michael-Pacher-Straße hervor. Im Innenhof besteht eine Freitreppe mit abgefaster, steingerahmter Spitzbogentür und einem Verbindungsgang zum Ökonomiegebäude aus der Zeit um 1500. Auch der Hausgang weist eine Spitzbogentür in breit abgefaster Steinrahmung aus derselben Zeit auf.

## Geschichte
Die Hofstelle befindet sich seit dem frühen 16. Jahrhundert ununterbrochen im Besitz der Familie Schmid, die erstmals 1537 mit Caspar Schmit am Raut zu Gries genannt ist. Die Bauleute am Raut sind aber bereits 1363 mit Ullin am Raut und 1377 mit Hainricus am Geraut de Arena urkundlich fassbar. In einer Besitzaufzeichnung von Kloster Schäftlarn von 1435, das in Gries seinen Südtiroler Besitzschwerpunkt besaß, ist Adam am Raut als Zinsgeber genannt. Derselbe Adam Gendel am Rawt fungierte von 1434 bis 1439 als Kirchpropst der alten Grieser Marienpfarrkirche, ebenso wie Hannszel Gandel am Räwt in den Jahren 1439/40. In einer Landgerichtsurkunde von 1487 erscheint Cristoffel am Raut als steurer am Hayngarten, also als landesfürstlicher Steuereinnehmer des ehemaligen Grieser Viertels Haimgarten (≈ Moritzing). 1784 erlangte Joseph Schmied am Oberrautnerhof zu Grieß, von Grieß gebürtig das Inwohnerrecht der Stadt Bozen, ebenso 1810 Johann Schmied, Oberrautner zu Grieß. 1899 ließ die Familie Schmid die nördlich angrenzende Villa Schmid-Oberrautner (Villa Gruber) von Baumeister Josef Bittner im Überetscher Stil errichten. Der noch heute weinwirtschaftlich genutzte Hof wurde aufgrund seiner historisch-baugeschichtlichen Bedeutung 1951 unter Denkmalschutz gestellt. 2020 wurde der Wirtschaftstrakt (Stadel) behutsam saniert und zum Wohnbereich umgestaltet.